# Jalalpur Jattan
Jalalpur Jattan är en stad i distriktet Gujrat i den pakistanska provinsen Punjab. Folkmängden uppgick till cirka 100 000 invånare vid folkräkningen 2017.